# Främmande makt
Främmande makt är en svensk TV-serie i tre delar från 1990, regisserad och producerad av Jan Hemmel och skriven av Gunnar Ohrlander. I rollerna ses bland andra Carina M. Johansson, Gustaf Appelberg och Anders Ahlbom.
Serien producerades för Sveriges Television AB TV2 och fotades av Richard Lindström. Musiken komponerades av Magnus Jarlbo. Serien visades i TV2 mellan den 24 oktober och 7 november 1990.

## Om serien
En serie om våld, solidaritet och två biståndsarbetare.

## Rollista
- Carina M. Johansson – Kristina
- Gustaf Appelberg – Rolf
- Anders Ahlbom – Harry
- Carl-Gustaf Lindstedt – Sluggo
- Pierre Lindstedt – Nisse, tobakshandlaren
- Lars Väringer – prästen
- Gunilla Larsson – Ulla
- Christer Strandberg – Olle
- Witold Daniec	– förföljare
- Leszek Kostrzewski – förföljare